# 巡洋艦サラマンダー
『巡洋艦サラマンダー』（クルーザー サラマンダー、ISBN 4150303126）は、谷甲州のハードSF『航空宇宙軍史』シリーズの1冊で中編集。発行日は、1989年12月15日。また、表題作および『サラマンダー追跡』と、短編集『火星鉄道一九』収録の『土砂降り戦隊』『ソクラテスの弁明』、短編集『コロンビア・ゼロ』収録の『サラゴッサ・マーケット』に登場する同名の架空の戦闘艦艇。艦籍は外惑星連合軍。母港はガニメデ。

## 収録作品とあらすじ
『巡洋艦サラマンダー』
外惑星連合軍唯一の正規巡洋艦として初陣を完璧な勝利で飾ったサラマンダーは、しかし推進剤を補給するタンカーとの邂逅に失敗し、母港であるガニメデへの帰投がきわめて困難な状況に陥った。取り得る選択肢は、数ヶ月間戦略的価値を失う漂流的航宙の後の帰投、敵に姿をさらし性能を暴露してしまう中立国・ジュノー寄港による補給、強引なタンカーとの再邂逅…。艦長シュルツ大佐の決断は。
『サラマンダー追跡』
航空宇宙軍は外惑星連合軍の正規巡洋艦投入という予想外の事態を受け、これを撃破すべく稼働する全戦闘艦の投入を決定した。ゾディアック級フリゲート艦アリエスを旗艦とする内宇宙艦隊第三戦隊の根岸少将は、軌道要素もまちまちな多数の艦艇が急遽編入され寄せ集めと化した戦隊を指揮し、正体不明の敵艦サラマンダーを追跡する。そしてついに追いつめられたサラマンダーのとった行動は。
『アナンケ迎撃作戦』
外惑星連合軍は航空宇宙軍の木星系侵攻を目前にして、残存の全戦力を衛星アナンケ周辺に集結させ、敵支援艦隊を叩くことで侵攻を阻止する迎撃作戦を準備していた。しかしいよいよ敵艦を捕捉した段階になって、カリストで早期講和派によるクーデター発生との情報が。混乱する情勢の中、敵は予想を遙かに超える規模であることが判明。外惑星連合軍はこのまま最後の玉砕戦に突入するのか。
『最終兵器ネメシス』
火山活動のため地上に都市を建設できないイオは、外惑星連合に参加してはいたが実質的な戦力ではなかった。しかしイオの火山エネルギー利用技術を軍事転用する「ネメシス計画」は、完成すれば木星系の諸都市にとって脅威となり得た。敗戦を目前にして、これを航空宇宙軍に渡すまいとするガニメデとカリストは開発データの消去を企て、戦前から平和目的のエネルギー開発に携わってきたイオの技術者と両国の派遣軍人とが観測衛星内で争いになる。かつての仲間同士の殺し合いの果てに見えた真相は。
なお、外惑星動乱を描いた作品には第二次世界大戦（特に太平洋戦争）をなぞったような展開を辿るものが多い。

## サラマンダーの概要
第一次外惑星動乱開戦前夜、増大する航空宇宙軍の脅威に対抗する手段として外惑星連合が共同開発した正規巡洋艦。外惑星連合軍の主力を占める商船改造の仮装巡洋艦とは異なり、設計の根幹から巡洋艦として開発されたものである。
元々は外惑星動乱前に公開されていたオフィユキ級フリゲート艦を仮想敵として能力を設定していた。実際には最新型のゾディアック級が秘密裏に配備されており、それを知った外惑星連合上層部はその能力に危惧を抱いたものの、最終的にサラマンダーは航空宇宙軍が保有するゾディアック級正規フリゲート艦に匹敵する性能を得ることには成功した。
航空宇宙軍は、生産力に劣る外惑星連合が高性能の正規フリゲート艦を完成させることは不可能であるとして、仮装巡洋艦に対する戦術しか研究していなかった。そのため、もし外惑星連合軍がそのような艦を就役させれば航空宇宙軍には対応がとれず、外惑星連合軍が戦術的に優位に立てると予想された。

### 就役
サラマンダーの公試航海は開戦時までに間に合わなかった。それもあって、最初の出撃では造船官などの技術者が多数乗艦し絶えず不調の修繕を行う有様だった。それでも、友軍の仮装巡洋艦と共に行った通商破壊作戦で航空宇宙軍の輸送船団に大打撃を与え、航空宇宙軍に戦略の根本的見直しを迫るほどの衝撃を与える。
だが当然の結果として直後から航空宇宙軍の総力を挙げた追撃戦が開始されることになる。「謎の通商破壊艦」として太陽系内に安全に航行できる宙域などないことを誇示して敵戦力を分散させることこそサラマンダーの戦略的価値だが、それを維持するためには性能などを秘匿することが何よりも重要であった。

### 技術
サラマンダーの開発と建造は外惑星連合を構成する衛星諸国が分担する形をとり、タイタンがエンジンを、ガニメデが船体を、カリストが武装とセンサ類および通信システムを分担開発した。しかし特にエンジン開発の遅れが響き、タイタン降伏までに完成したエンジンは量産前の原型機1機のみであった。サラマンダーにはこれが搭載されたが、タイタンの降伏により以後のエンジン生産が不可能になったため、外惑星連合軍にとってサラマンダーはまさに虎の子の唯一の正規巡洋艦となった。

### エンジン
サラマンダーのエンジンは4つのモータで構成されている。だが軸線が固定されている為に推進剤噴射方向の調節が出来ず、1基のモータが効率を落とすと残りの分もそれに合わせなければならなかった。一方で推進剤は仮装巡洋艦や一般商船と同じものを使用するため、外惑星連合の船舶からの補給を受けることが可能であり、その点では運用の柔軟性を考慮した設計であった。
エンジンが船体に与える加速度は1Gを越える。外惑星連合軍の主力である仮装巡洋艦は1G以下であり、それは機動爆雷を主攻撃手段とする宇宙間での直接的な戦闘力の差として現れた。

### 乗員
シュルツ大佐
外惑星連合軍籍でサラマンダー艦長。
武末中佐
外惑星連合軍の造船官。士官学校出身ではなく、サラマンダーの最初の出撃では未完成艦であるサラマンダーの不具合を修繕するため、仲間と共に乗艦していた。